# Pillen-Segge
Die Pillen-Segge (Carex pilulifera) ist eine Pflanzenart aus der Gattung der Seggen (Carex) innerhalb der Familie der Sauergrasgewächse (Cyperaceae). 

## Beschreibung

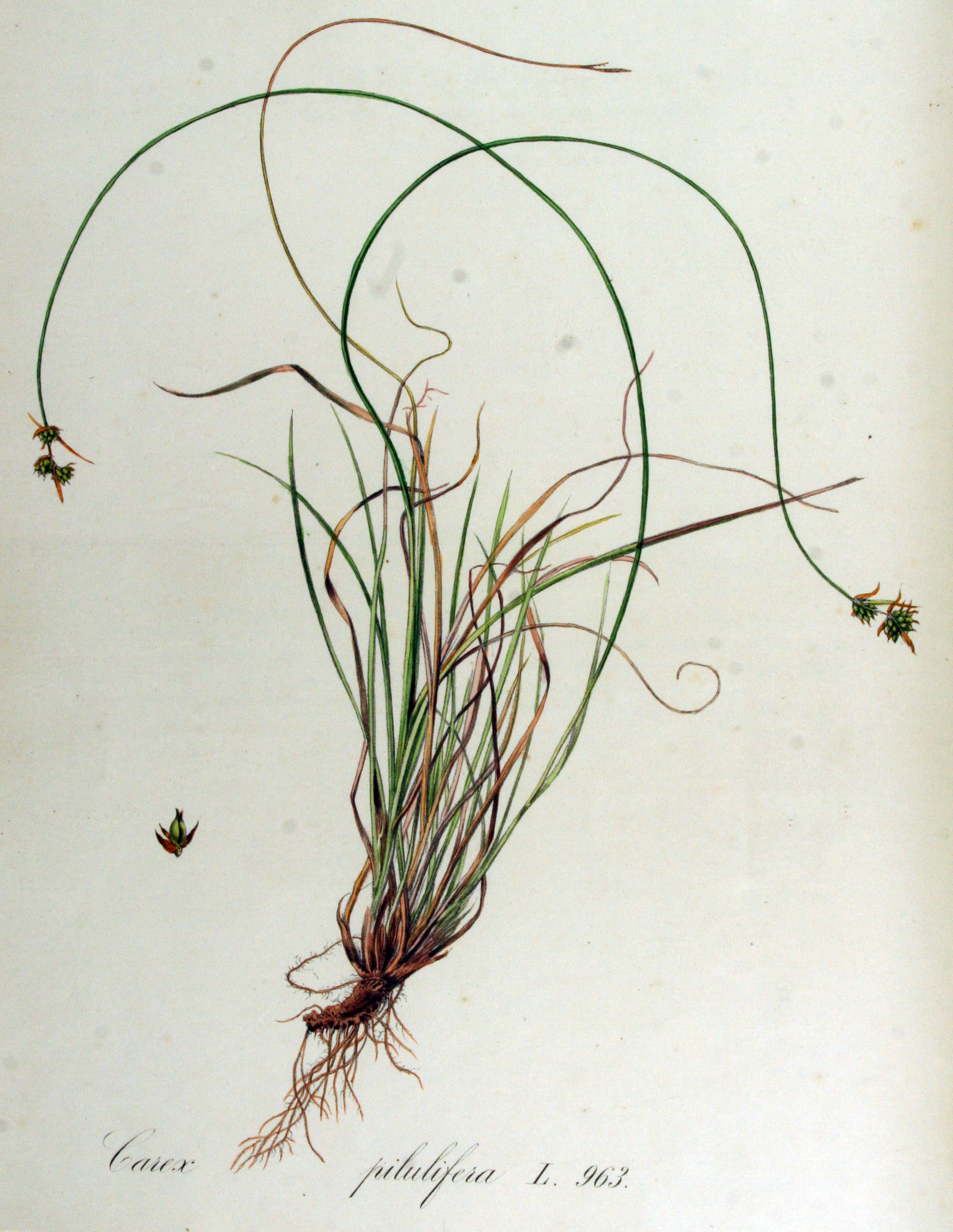
Illustration aus Flora Batava, Volume 13

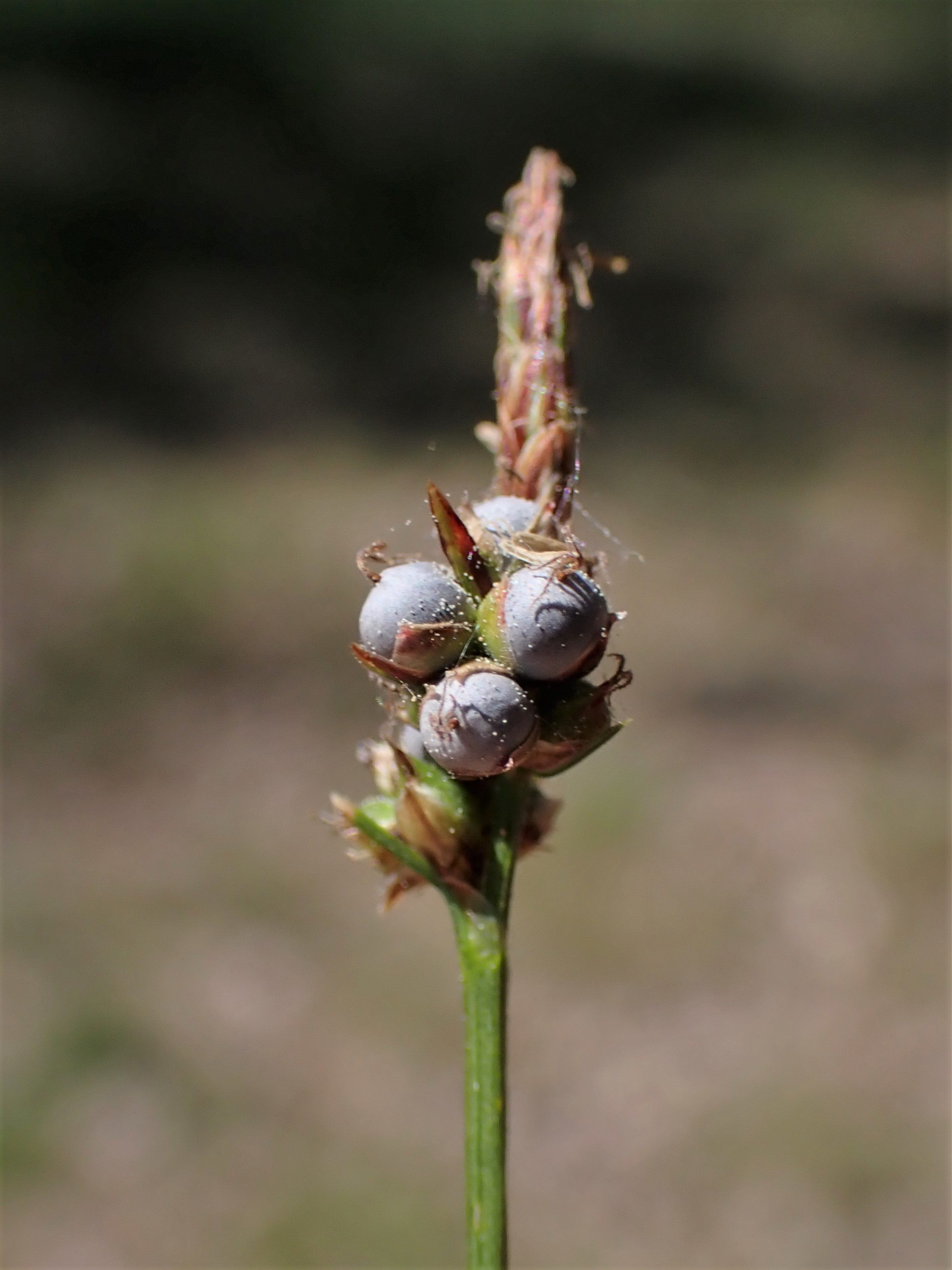
Pillen-Segge mit Befall des Pilzes Anthracoidea caricis

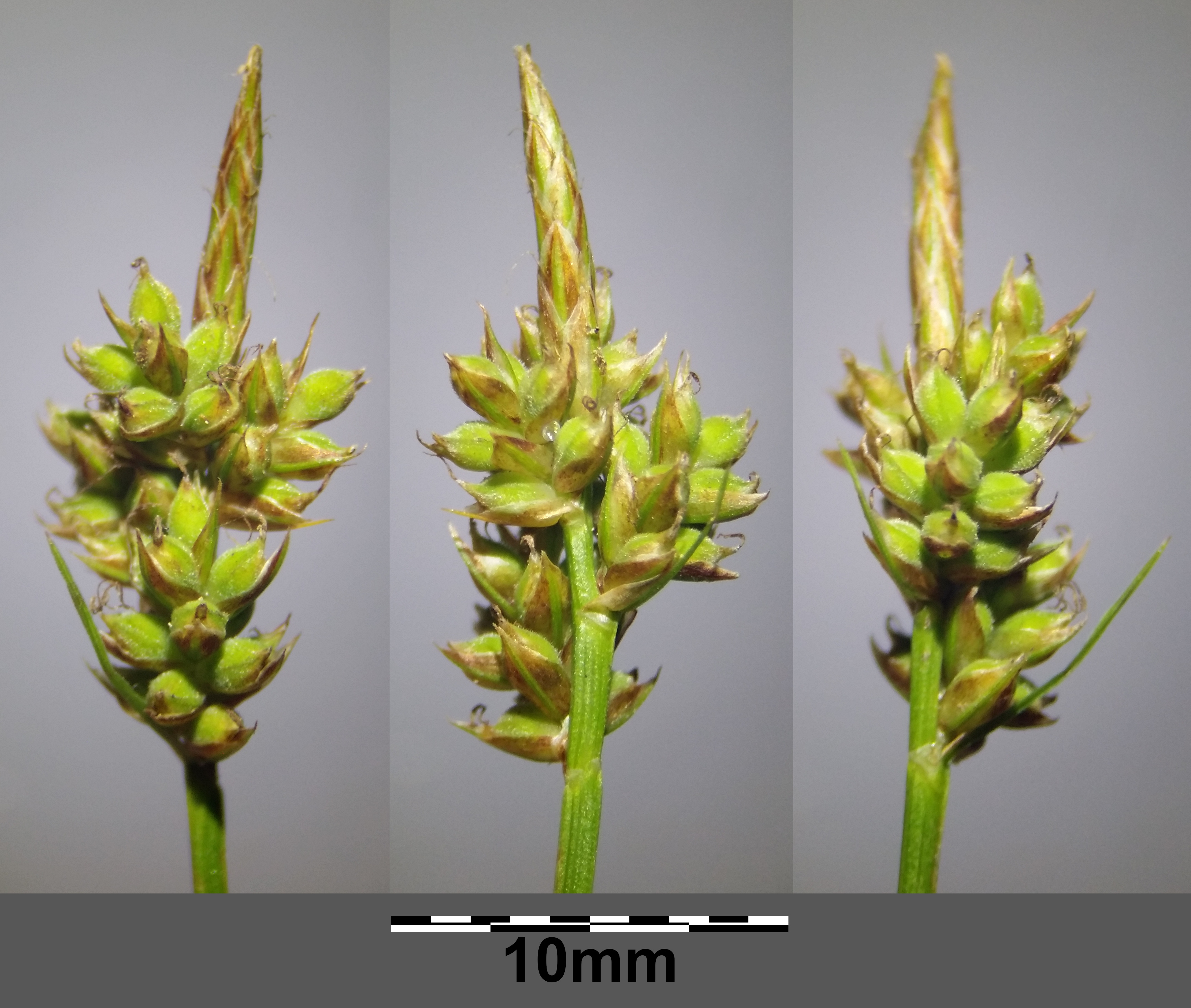
Blütenstände

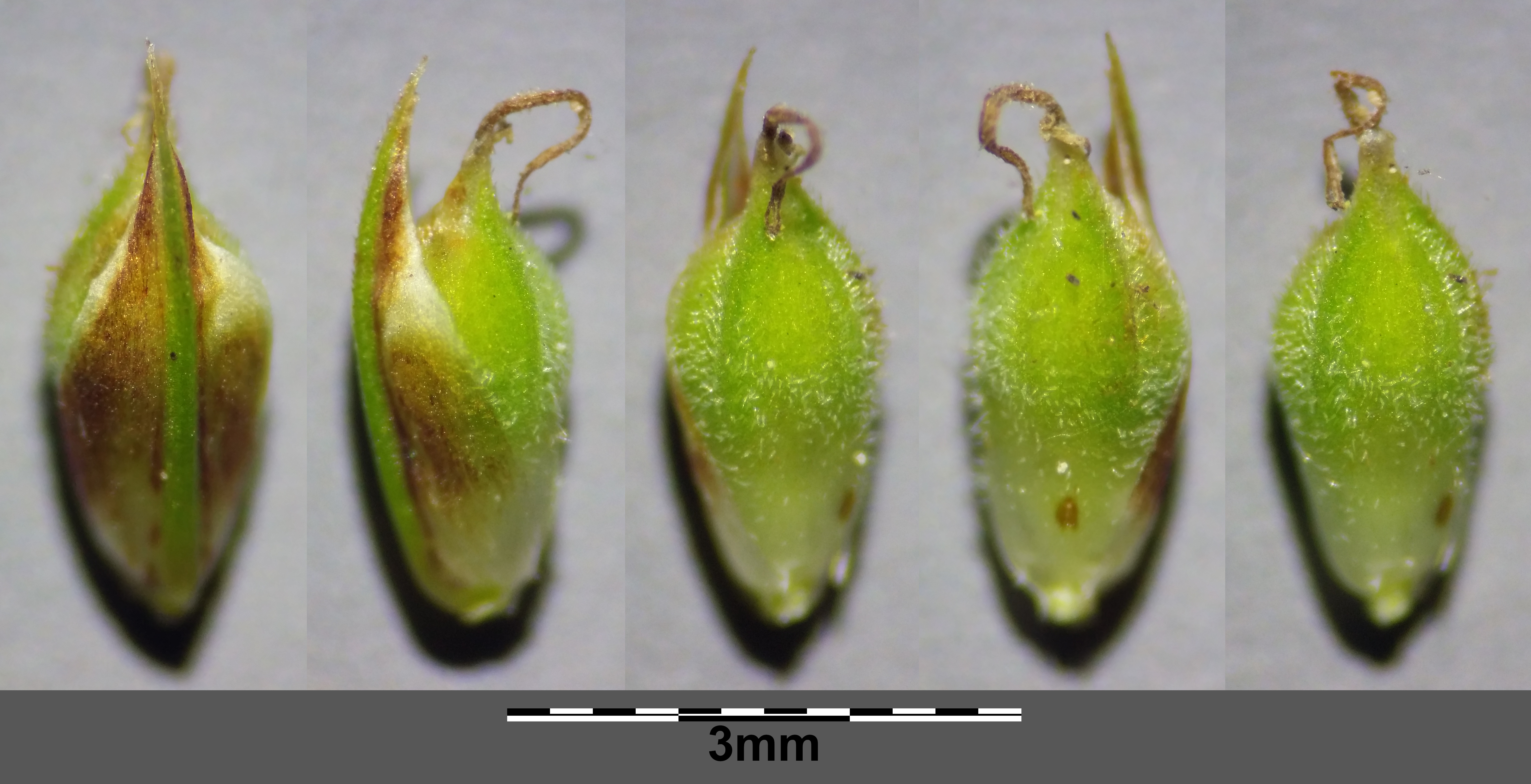
Schläuche mit Deckblatt

### Vegetative Merkmale
Die Pillen-Segge ist eine ausdauernde krautige Pflanze, die Wuchshöhen von 10 bis 40, selten bis zu 80 Zentimetern erreicht und damit eine mittelgroße Segge ist. Sie bildet dichte, kleine Horste aus. Die zuerst aufrechten oder aufsteigenden, zuletzt bogenförmig überhängenden Stängel sind scharf dreikantig, etwa 1 Millimeter dick und nur am Grund beblättert. Die rot-braunen Blattscheiden weisen im Innern auf dem Rücken rotbraune Nervenlinien auf, die bei der Zersetzung Fasern bilden. Die gras-grünen, 2 bis 3 Millimeter breiten, doppelt gefalteten Blattspreiten laufen in eine charakteristische lange, dreikantige Spitze aus.

### Generative Merkmale
Die Blütezeit reicht von April bis Ende Mai. Der 1,5 bis 2 Zentimeter lange Blütenstand ist aus einem endständigen, am Ende zugespitzten männlichen Ährchen und darunter zwei bis drei weiblichen Ährchen zusammengesetzt. Das männliche Ährchen ist sitzend und bei einer Länge von 5 bis 10 Millimetern sowie bei einem Durchmesser von bis zu 2 Millimetern zylindrisch. Die Spelzen der weiblichen Blüten sind bei einer Länge von etwa 3 Millimetern sowie bei einer Breite von etwa 2 Millimetern eiförmig mit spitzem bis stachelspitzigem oberen Ende; sie sind rot-braun bis dunkel-braun mit grünem Mittelstreifen und weißhäutigen Rändern; selten sind sie ganz grün. Die Schläuche sind bei einer Länge von 1,5 bis 3 Millimetern sowie bei einem Durchmesser von etwa 1,5 Millimetern kugelig bis verkehrt-eiförmig; sie sind hell- bis grau-grün, dicht kurz behaart und nach oben in einen kurzen, etwas ausgerandeten Schnabel verschmälert. Der Fruchtknoten trägt drei Narbe (Botanik), Narben.
Die Frucht ist bei einer Länge von etwa 2 Millimetern sowie bei einer Breite von etwa 1 Millimeter breit verkehrt-eiförmig, dreikantig und hell- bis schwarz-braun mit helleren Kanten.
Die Chromosomenzahl beträgt 2n = 18.

## Ökologie
Die Pillen-Segge kann vom Pilz Anthracoidea caricis befallen werden, der die Fruchtschläuche verändert.

## Vorkommen
Die Pillen-Segge ist in Europa und Makaronesien weitverbreitet. Sie kommt in Europa in fast allen Ländern vor und fehlt nur in Albanien, Griechenland, Bulgarien, Bosnien-Herzegowina, Nordmazedonien und in der Türkei.
Die Pillen-Segge besiedelt in Mitteleuropa meist wechselfrische bis mäßig trockene Sand- und Silikatmagerrasen, lichte Laubwälder, frische Waldränder, Zwergstrauchheiden und Borstgrasrasen. Ihr Schwerpunktvorkommen besitzt sie in Pflanzengesellschaften der Klasse Nardo-Callunetea. Darüber hinaus kommt sie auch in Gesellschaften des Verbands Epilobion angustifolii oder des Unterverbands Luzulo-Fagenion vor.
In den Allgäuer Alpen steigt sie am Steinmandl in Vorarlberg bis zu einer Höhenlage von 1980 Metern auf. In der Silvretta von Graubünden erreicht sie eine Höhenlage von 2000 Metern.

## Systematik
Die Erstveröffentlichung von Carex pilulifera erfolgte 1753 durch Carl von Linné in Species Plantarum, Band II, Seite 976.
Je nach Autor gibt es etwa zwei Unterarten:
- Carex pilulifera subsp. azorica (J.Gay) Franco & Rocha Afonso (Syn.: Carex azorica J.Gay, Carex pilulifera var. azorica (J.Gay) Christ): Dieser Endemit kommt nur auf den Azoren vor.[3]
- Carex pilulifera L. subsp. pilulifera (Syn.: Carex aederi Desv., Carex alba Bastard nom. illeg., Carex bastardiana DC., Carex decumbens Ehrh., Carex pilulifera var. bastardiana (DC.) Nyman, Carex pilulifera var. digyna Boeckeler, Carex pilulifera var. leesii Ridl., Carex pilulifera var. longibracteata Lange, Carex pilulifera var. mucronata Peterm., Carex pilulifera var. pallescens Beckh., Carex pilulifera var. vegeta Merino, Carex pullulans Dulac): Sie kommt in Europa und auf Madeira vor.[3]